# Francesco Ceci (ciclista)
Francesco Ceci (Ascoli Piceno, 18 dicembre 1989) è un pistard italiano, tesserato per il G.S. Fiamme Azzurre.
Specialista delle discipline veloci, ha conquistato numerosi titoli italiani Open tra keirin, velocità, chilometro a cronometro e velocità a squadre, e più volte rappresentato la Nazionale italiana ai campionati del mondo.
È fratello di Davide Ceci e cugino di Luca Ceci, anch'essi ciclisti.
Dopo aver terminato la carriera agonistica nel 2021 inizia a svolgere il ruolo di guida nell'ambito del tandem paralimpico. In questa veste, nel 2023, conquista la medaglia d'argento nel team sprint ai mondiali di Glasgow insieme a Stefano Meroni.

## Palmarès
- 2008

Campionati italiani, velocità a squadre
- 2009

Campionati italiani, chilometro a cronometro
Campionati italiani, velocità a squadre (con Luca Ceci e Andrea Guardini)
Grand Prix Vienna, keirin
- 2010

Campionati italiani, keirin
Campionati italiani, chilometro a cronometro
- 2011

Campionati italiani, keirin
Campionati italiani, chilometro a cronometro
Campionati italiani, velocità a squadre (con Valerio Catellani e Luca Ceci)
Trois Jours d'Aigle, velocità
Trois Jours d'Aigle, keirin
Trois Jours d'Aigle, chilometro a cronometro
- 2012

Campionati italiani, chilometro a cronometro
- 2013

Grand Prix Vienna, chilometro a cronometro
Campionati italiani, chilometro a cronometro
Campionati italiani, velocità
Campionati italiani, keirin
Copa México, keirin
Copa México, chilometro a cronometro
- 2014

Trofeu Ciutat de Barcelona, keirin
Campionati italiani, chilometro a cronometro
Campionati italiani, keirin
Campionati italiani, velocità a squadre (con Davide Ceci e Giacomo del Rosario)
- 2015

Grand Prix Prostějov, chilometro a cronometro
Campionati italiani, chilometro a cronometro
Campionati italiani, velocità
Campionati italiani, velocità a squadre (con Davide Ceci, Luca Virdis e Dario Zampieri)
Campionati italiani, keirin
- 2016

Campionati italiani, keirin
Campionati italiani, chilometro a cronometro
Campionati italiani, velocità a squadre (con Davide Ceci e Dario Zampieri)
- 2018

Campionati italiani, velocità
Campionati italiani, keirin
Trois Jours d'Aigle, keirin
Trofeu Litério Augusto Marques, keirin

## Piazzamenti

### Competizioni mondiali
- Campionati del mondo

Ballerup 2010 - Keirin: 17º
Ballerup 2010 - Chilometro a cronometro: 23º
Ballerup 2010 - Velocità a squadre: 16º
Apeldoorn 2011 - Velocità: 43º
Apeldoorn 2011 - Keirin: 19º
Apeldoorn 2011 - Chilometro a cronometro: 19º
Melbourne 2012 - Velocità: 51º
Melbourne 2012 - Keirin: 13º
Melbourne 2012 - Chilometro a cronometro: 21º
Minsk 2013 - Velocità: 41º
Minsk 2013 - Keirin: 21º
Minsk 2013 - Chilometro a cronometro: 9º
St. Quentin-en-Yvelines 2015 - Keirin: 21º
St. Quentin-en-Yvelines 2015 - Chilometro a cronometro: 13º
Londra 2016 - Keirin: 13º
Hong Kong 2017 - Keirin: 25º